# Constanze Manziarly
Constanze Manziarly (* 14. April 1920 in Innsbruck; † vermutlich 2. Mai 1945 in Berlin) war eine österreichische Diätassistentin. Während des Zweiten Weltkriegs war sie von 1944 bis 1945 die Diätköchin von Adolf Hitler und gehörte im Frühjahr 1945 zu den letzten im Berliner Führerbunker anwesenden Angestellten.

## Leben
Constanze Manziarly wurde als Tochter österreichischer Eltern in Tirol geboren. Ihr 1886 geborener Vater Andreas (auch Andre bzw. Andrä) absolvierte die Hochschule für Bodenkultur Wien und wurde nach seinem Abschluss als Ingenieur in den Staatsdienst übernommen. Ihre Mutter Anna geb. Hummel stammte aus Baden bei Wien; die Ehe ihrer Eltern war 1911 geschlossen worden. Constanze hatte eine zwei Jahre ältere Schwester Susanne (1918–2014) verheiratete Schiessl. Die Familie wohnte mindestens seit 1932 in Innsbruck in der Brennerstraße 5. 1944 waren ihr Vater sowie ihre als Postangestellte arbeitende Schwester Susanne immer noch an dieser Adresse gemeldet.
Nach dem Abschluss der Realschule in Innsbruck begann sie eine Ausbildung als Hauswirtschafts-Lehrerin, in deren Rahmen sie ab September 1943 auch ein Praktikum als Diätassistentin im Kurheim Zabel in Bischofswiesen in Oberbayern absolvierte.
Ab dem Frühjahr 1944 war sie als Mitarbeiterin des Sanatoriums Zabel für Adolf Hitlers Verköstigung auf dem Obersalzberg zuständig, nachdem die bis dahin tätige Diätköchin Helene von Exner auf Grund ihrer jüdischen Herkunft entlassen worden war. In der Folge bekam sie eine Stelle als Hitlers Diätköchin angeboten und trat diese im Führerhauptquartier am 8. Mai 1944 an. Ab diesem Zeitpunkt gehörte sie bis Kriegsende in den verschiedenen Hauptquartieren zum engsten Personenkreis um Hitler.
Manziarly gehörte ab Anfang 1945 zu den letzten im Berliner Führerbunker anwesenden Angestellten. Im Vorbunker der Anlage wurde ihr eine kleine Küche zugewiesen, sie war sowohl bei den Abendessen als auch bei den Teerunden anwesend. Neben Traudl Junge und Gerda Christian weigerte sie sich, Hitlers Anweisung, die Stadt zu verlassen, Folge zu leisten.
Die Todesumstände von Constanze Manziarly sind ungeklärt; sie gilt als in Berlin verschollen. Sie war Angehörige der von SS-Brigadeführer Wilhelm Mohnke angeführten Gruppe, die am 1. Mai 1945 gegen 20:30 Uhr einen Ausbruch aus dem Bunker unternahm, und wurde laut Traudl Junge am Abend des 2. Mai zum letzten Mal gesehen, als zwei sowjetische Soldaten ihren Ausweis verlangten.

## Trivia
Kurz nach Beginn ihrer Tätigkeit als Hitlers Diätköchin suchte Constanze Manziarly am 8. August 1944 per Annonce in der Rubrik „Kaufgesuche“ der Innsbrucker Nachrichten das „Heß-Kochbuch (Wiener Küche, nur neuere Auflage)“. Es handelt sich um ein berühmtes Kochbuch von Olga und Adolf Heß über die Wiener Küche. Man kann davon ausgehen, dass sie für den „Führer“ Rezepte hieraus gekocht hat.

## Filmische Darstellung
- Phyllida Law in Hitler – Die letzten zehn Tage (1972)
- Pamela Saint-Clement in Der Bunker (1981)
- Bettina Redlich in Der Untergang (2004)

## Dokumente und Literatur
- Christa Schroeder: Er war mein Chef. 4. Auflage. Herbig, München 1985, ISBN 3-7766-2286-5, Anm. 260.
- Traudl Junge: Bis zur letzten Stunde. Hitlers Sekretärin erzählt ihr Leben. Unter Mitarbeit von Melissa Müller. List, München 2004, ISBN 3-548-60470-6, S. 234 f.
- Stefan Dietrich: „Daß Politik durch den Magen geht, spürt niemand so wie ich“. Vom kurzen, außergewöhnlichen Leben der jungen Innsbruckerin, die im „Führerbunker“ Hitlers Diätmahlzeiten kochte. In: Zeit – Raum – Innsbruck. Schriftenreihe des Innsbrucker Stadtarchivs. Band 14 (2017), ISBN 3-7030-0970-5, .
- Stefan Dietrich: Constanze Manziarly. Hitlers letzte Diätköchin. Berlin Story Verlag, Berlin 2020 (eingeschränkte Vorschau in der Google-Buchsuche [abgerufen am 26. Juni 2025]).